# Acanthurus xanthopterus
Acanthurus xanthopterus är en fiskart som beskrevs av Valenciennes, 1835. Acanthurus xanthopterus ingår i släktet Acanthurus och familjen Acanthuridae. IUCN kategoriserar arten globalt som livskraftig. Inga underarter finns listade i Catalogue of Life.

## Bildgalleri

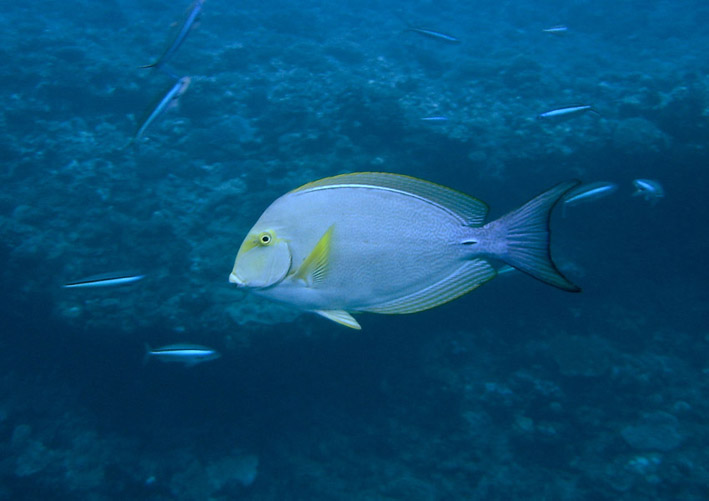
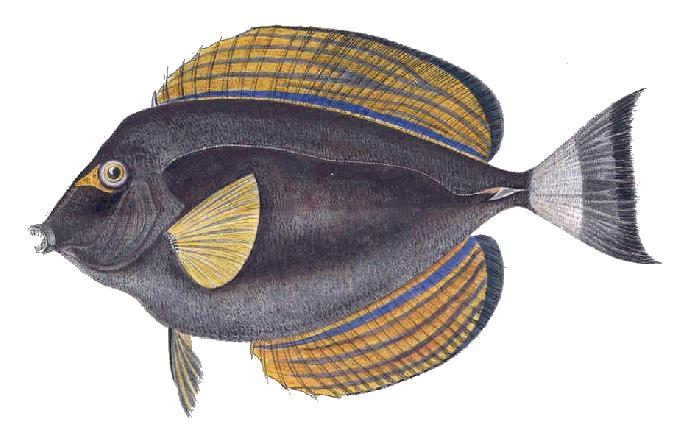
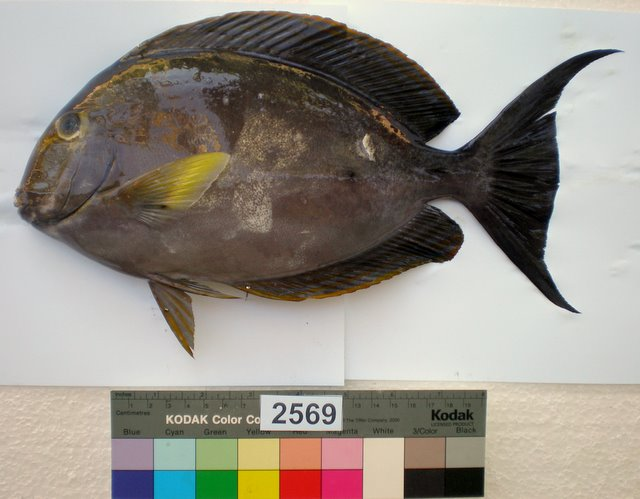
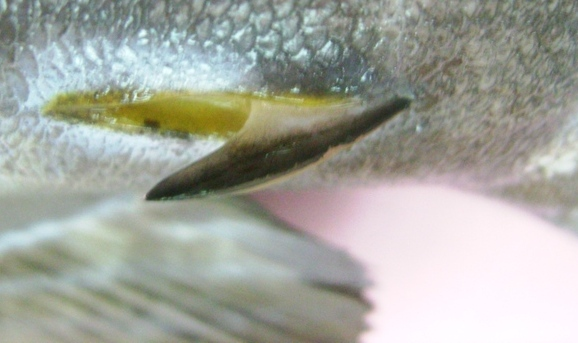
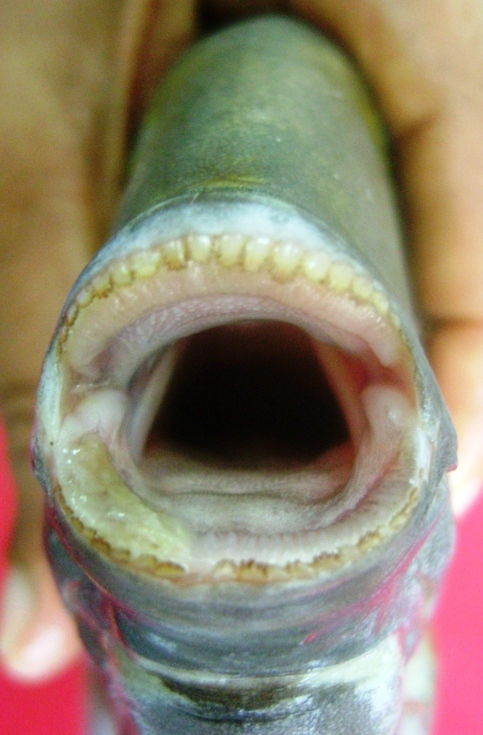